# آرامگاه حاج میرزا محمود ریاب
آرامگاه حاج میرزا محمود ریاب مربوط به دوره پهلوی اول است و در شهرستان گناباد، بخش مرکزی، روستای ریاب واقع شده و این اثر در تاریخ ۲۲ مرداد ۱۳۸۴ با شمارهٔ ثبت ۱۳۱۱۰ به‌عنوان یکی از آثار ملی ایران به ثبت رسیده است.